# Kraljev Vrh (żupania primorsko-gorska)
Kraljev Vrh – wieś w Chorwacji, w żupanii primorsko-gorskiej, w mieście Čabar. W 2011 roku liczyła 14 mieszkańców.